# بينغت ليندرز
بينغت ليندرز (بالسويدية: Bengt Linders)‏ (4 يونيو 1904 – 25 ديسمبر 1984) هو سبّاح سويدي راحل، مثّل بلاده في الألعاب الأولمبية الصيفية 1924.

## روابط خارجية
بينغت ليندرز على موقع الاتحاد الدولي للسباحة (الإنجليزية)
- بينغت ليندرز على موقع أوليمبيديا (الإنجليزية)
- بينغت ليندرز على موقع اللجنة الأولمبية السويدية (السويدية)